# Bombardier Challenger 600
O Bombardier Challenger 600 é uma família de aeronaves a jato. O primeiro da família, o 600, foi produzido pela Canadair como empresa independente, contúdo, mais tarde, quando a Canadair se tornou uma divisão da Bombardier Aerospace, a linha continua expandida em novas versões da aeronave. Em Novembro de 2015, a família atingiu a marca de 1000 unidades produzidas.

## Aeronaves da família
- Challenger 600
- Challenger 601
- Challenger 602
- Challenger 603
- Challenger 604
- Challenger 605